# Asceua zijin
Espèce
Asceua zijin est une espèce d'araignées aranéomorphes de la famille des Zodariidae.

## Distribution
Cette espèce est endémique du Jiangsu en Chine,. Elle se rencontre dans le district de Xuanwu.

## Description
Le mâle holotype mesure 3,33 mm et la femelle paratype 3,98 mm.

## Systématique et taxinomie
Cette espèce a été décrite par Lin et Li en 2023.

## Étymologie
Son nom d'espèce lui a été donné en référence au lieu de sa découverte, le district de Xuanwu.

## Publication originale
- Wang, Lin, Zhang, Chu, Li & Huang, 2023 : « Two new species of the genus Asceua Thorell, 1887 (Araneae, Zodariidae) from China. » Biodiversity Data Journal, vol. 11, no e103298, p. 1-12.